# Чистяков Сергій Олексійович
Сергій Олексійович Чистяков (рос. Сергей Алексеевич Чистяков; 27 липня 1989, м. Ярославль, СРСР) — російський хокеїст, правий нападник.
Вихованець хокейної школи «Кристал» (Електросталь). Виступав за: «Кристал» (Електросталь), МХК Спартак, «Рязань», «Аріаду», «Дизель», «Сокіл» (Красноярськ) та «Ростов».